# Przemków (gromada 1954)
Przemków – dawna gromada, czyli najmniejsza jednostka podziału terytorialnego Polskiej Rzeczypospolitej Ludowej w latach 1954–1972.
Gromady, z gromadzkimi radami narodowymi (GRN) jako organami władzy najniższego stopnia na wsi, funkcjonowały od reformy reorganizującej administrację wiejską przeprowadzonej jesienią 1954 do momentu ich zniesienia z dniem 1 stycznia 1973, tym samym wypierając organizację gminną w latach 1954–1972.
Gromadę Przemków z siedzibą GRN w Przemkowie (wówczas wsi, nie wchodzącej w jej skład) utworzono – jako jedną z 8759 gromad na obszarze Polski – w powiecie szprotawskim w woj. zielonogórskim na mocy uchwały nr V/26/54 WRN w Zielonej Górze z dnia 5 października 1954. W skład jednostki wszedł obszar dotychczasowej gromady Przemków ze zniesionej gminy Przemków w tymże powiecie.
13 listopada 1954, po pięciu tygodniach, gromadę Przemków zniesiono w związku z nadaniem jej statusu osiedla, dla którego ustalono 24 członków osiedlowej rady narodowej.
1 stycznia 1959 osiedle Przemków otrzymało status miasta.
1 stycznia 1973 w powiecie szprotawskim reaktywowano gminę Przemków (obecnie gmina Przemków należy do powiatu polkowickiego w woj. dolnośląskim).
Uwaga: W terminie od 5 października do 13 listopada 1954 (przez pięć tygodni) istniały formalnie dwie jednostki o nazwie gromada Przemków (drugą była gromada składająca się z sołectw Piotrowice, Szklarki, Krępa i Łężce). Zazwyczaj, w przypadku istnienia dwóch gromad o tej samej nazwie w jednym powiecie (kiedy jedna miejscowość była siedzibą dwóch gromad lecz wchodziła w skład tylko jednej z nich) stosowano wyróżniki w postaci znaków rzymskich. W tym przypadku do tego nie doszło, zapewne z powodu bardzo krótkiego terminu do awansu Przemkowa (stanowiącego gromadę pierwszą) do statusu osiedla i równoczesnej likwidacji tej gromady (wprowadzenie wyróżników pozostawiłoby drugą gromadę z wyróżnikiem w oficjalnej nazwie mimo braku takiej potrzeby po 13 listopada 1954). Przez to wyróżniki nie zostały w tym przypadku oficjalnie wprowadzone.